# Épaignes
Épaignes là một xã thuộc tỉnh Eure trong vùng Normandie miền bắc nước Pháp.

## Huy hiệu
| Arms of Épaignes | The arms of Épaignes are blazoned: Gules, on a bend sinister argent between a 2-leafed stalk of wheat and a sprig of mistletoe bendwise sinister Or, 3 apples gules, slipped and leaved vert. |